# Skovlund (Slesvig)
 For alternative betydninger, se Skovlund. (Se også artikler, som begynder med Skovlund)
Skovlund (dansk) eller Schafflund (tysk) er en landsby og kommune beliggende cirka 16 kilometer vest for Flensborg ved hovedvejen B199 mellem Flensborg og Nibøl på den slesvigske gest. Administrativt hører kommunen under Slesvig-Flensborg kreds i den nordtyske delstat Slesvig-Holsten. Kommunen samarbejder på administrativt plan med andre kommuner i omegnen i Skovlund kommunefællesskab (Amt Schafflund). Med under kommunen hører også en del af Bjørnshoved (også Bjørnshøj, ty. Bärenshöft, resten under Hørup). I kirkelig henseende hører landsbyen under Nørre Haksted Sogn. Skovlund hørte i den danske tid som eneste landsby i sognet under Kær Herred (Tønder Amt), som ellers hørte under Vis Herred i Flensborg Amt.

## Historie
Skovlund er første gang nævnt 1477. På jysk hedder landsbyen Skovlunj. På ældre dansk findes også formen Skaflund og Skavlund, det sidste afspejler i højere grad  en sønderjysk udtale. Forleddet synes at være afledt af verbet oldnordisk skafa (skrabe, kradse), hvilket er igen en afledning af oldn. skafl, som kan beskrive både en høj snedrive med tilspidset kant og spiselige vækster, grøntsager (sml. got. skaft). Navnet kan således tolkes som resultat af sandflugt parallel med den norske betydning snedrive (sml. også bebyggelsesnavnet Strøsand/Strygsand i nabosognet Medelby). Senere blev navnet omtydet på dansk til Skovlund.
Stednavnet Bjørnshoved (også Bjørnshøj) er første gang dokumenteret 1726. Navnet er sandsynligvis et sammenligningsnavn sigtende til et trekantet stykke agerjord afgrænset af engarealer.
Udgravninger viser at byen allerede var beboet i ældre stenalder, bronzealder og jernalder. Skovlund vandmølle blev sandsynligvis oprettet i det sene middelalder, i 1500-tallet kom møllen under Slesvig Domkapitel.

## Geografi
Skovlund er beliggende ved sammenløbet af Medenå (Meden Mølleå) og Valsbæk (Valsbøller Strøm), som derefter hedder Skovlund Å (Skovlund Møllestrøm). Åen optager få km sydvest for Skovlund fra øst Lindåen, der nu kaldes for Soholm Å. Valsbækker danner på en strækning grænsen mellem Vis og Kær Herred. Landsbyen er i dag centrum for områdets kommunefælleskab og råder både over en tysk og en dansk skole, en tysk og en dansk børnehave, et lægehus og diverse butikker. Blandt byens seværdigheder er en gammel vandmølle fra 1300-tallet.
I området omkring byen var der planlagt et større underjordisk CO2-Lager.